# Nicat Rəhimov
Nicat Rauf oğlu Rəhimov (Bakoe, 17 april 1986) is een Azerbeidzjaanse acteur en tv-presentator.

## Biografie
Nadat Rəhimov in 2005 afstudeerde aan het Kunstgymnasium, ging hij naar een faculteit voor uitvoerende kunsten van de Azerbeidzjaanse Staatsuniversiteit voor Cultuur en Kunst, waar hij in 2009 afstudeerde.
Van 2006 tot 2010 was Rəhimov onderdeel van het team Planet Guys from Bakoe. Daarna speelde hij het personage Şirin in de lokaal bekende tv-serie Bozbash Pictures. In 2011 en 2012 werkte hij als acteur in het Azerbeidzjaanse Poppentheater. Sinds 2014 is hij medewerker van Azad Azerbaijan TV en tot 2016 presenteerde hij het programma Şirin çay.
In 2017 is hij getrouwd.

## Filmografie
- Planeta Parni İz Baku 100 Kağız (2007)
- Bacanaqlar (2009)
- Bozbash Pictures (televisieserie, meer dan 400 afleveringen vanaf 2011)
- Ay brilliant (2015)[10]
- Axırıncı yol (2016)
- Palata 106 (2016)
- Oğlan evi 2 (2016)[11]
- Gizlənpaç (2016)
- Stalinin başı (2017)[12]
- Toydan sonra nağara (2017)
- Bir Xalanın Sirri (2018)[13]